# Атлас (тканина)

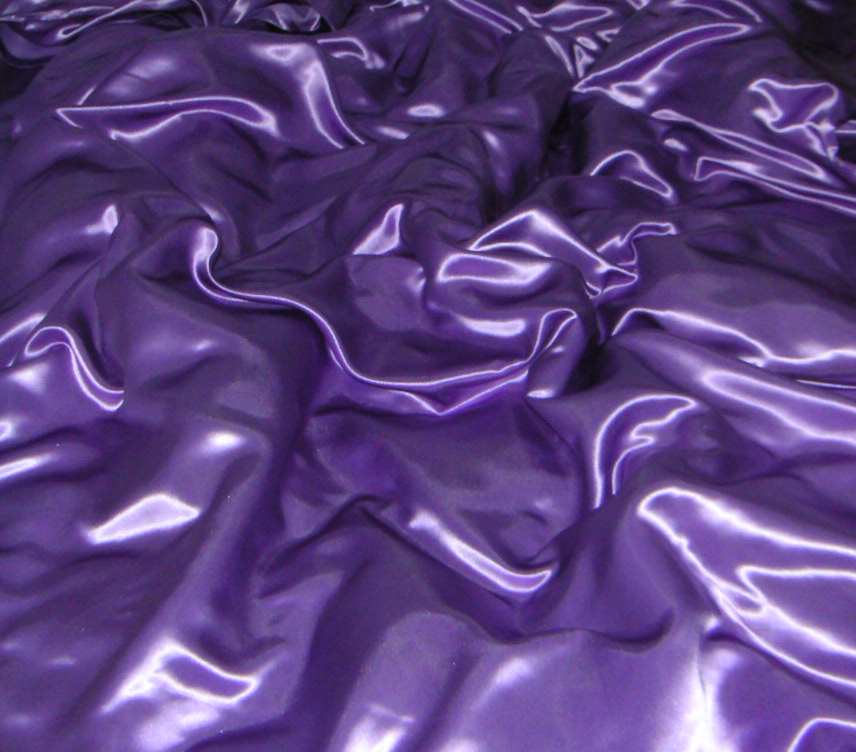

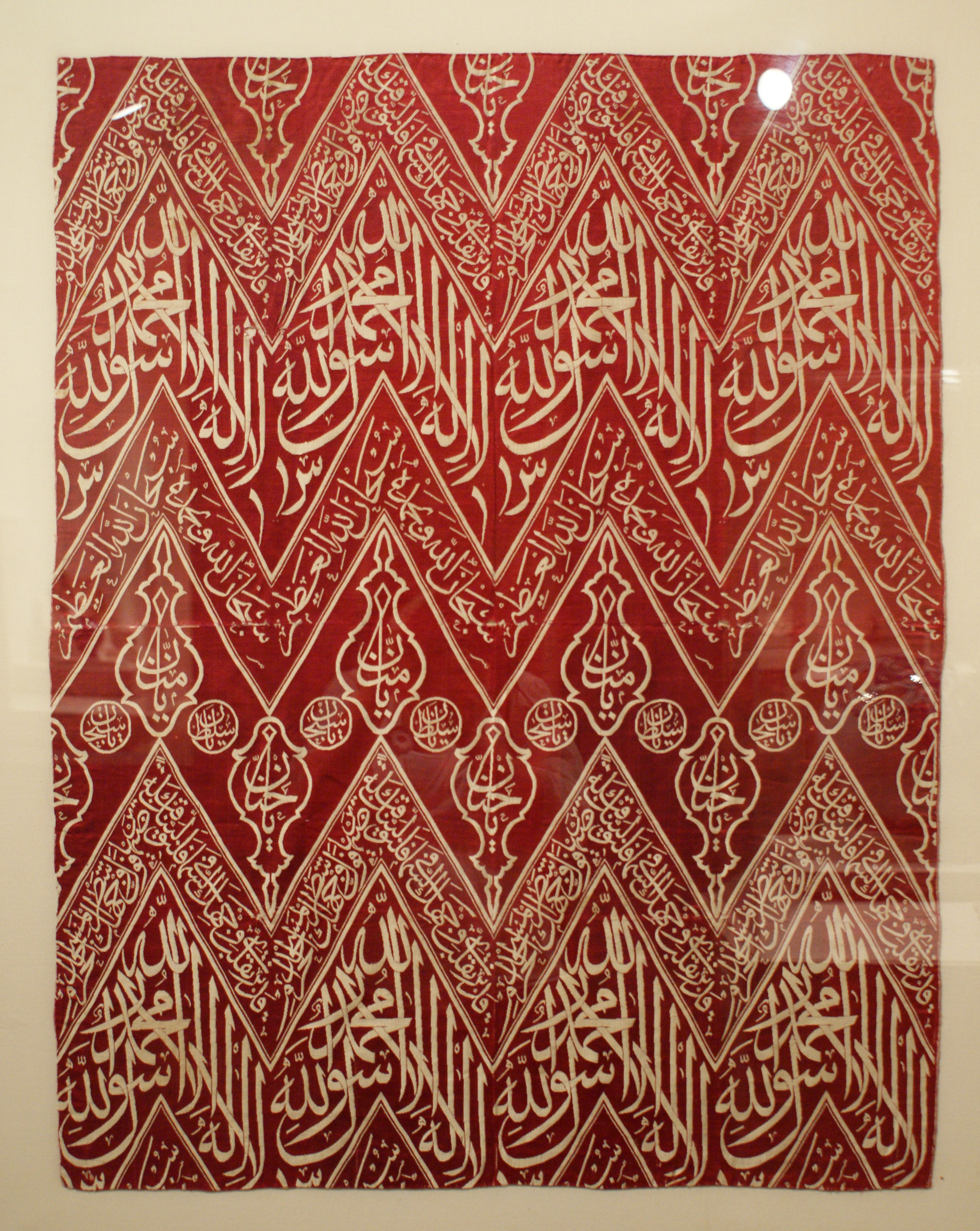
Атлас XVII ст. з каліграфічним написом. Бруклінський музей

Атла́с (тур. atlas; араб. اطلس — «гладкий») — щільна тканина з гладкою блискучою лицьовою поверхнею. Неповторний блиск тканини створюється особливостями плетіння (атласне переплетення) та структури волокон ниток. Внутрішня поверхня атласу — матова. Атлас виробляють із шовку різної щільності. Синтетичний атлас — з поліестеру і ацетату.

## Історія атласу
Вперше цей матеріал згадується у ІІ столітті нашої ери. У перекладі з арабської він має назву «гладкий». Навіть у часи середньовіччя використовувати цю тканину могли дозволити собі лише заможні люди.
Винайдено такий тип переплетення в Китаї, після чого він був вивезений через Середню Азію і потрапив у Європейські країни і на Близький Схід. В ХІІ-ХІІІ ст. атлас почали імпортувати в Італію.
На Русі тканина атлас відома з XV століття.
У період епохи Відродження власне виробництво атласу з'явилося і в Європі. Але тільки в XVI—XVII століттях в Ірані навчилися виготовляти цей матеріал по-справжньому якісно.
У Московському князівстві в Середньовіччі ця тканина називалася «отлос». Вона використовувалася в основному для виготовлення чоловічого одягу, і тільки з 1920-х цей матеріал стали широко застосовувати з різною метою.

## Склад
Це матеріал, який складається з напівшовкових або шовкових ниток з невеликим введенням лляного або вовняного утоку. До складу ниток входять ацетатні і віскозні волокна, що робить його на 100 % поліефірним.
Атлас — матеріал, який завжди має блискучу лицьову поверхню, виворітна сторона цієї тканини завжди матова. Співвідношення ниток утоку відносно до основи не менше 1:5, що надає їй особливу гладкість.

## Різновиди
Найпоширеніші види атласних тканин: креп-сатин, дюшес, антик і взуттєвий атлас.
Креп-сатин — м'яка двостороння тканина з сильним блиском. Її роблять з сильно скручених ниток і гладких ниток основи.
Тканина дюшес відрізняється високою щільністю ниток. Жорсткий, але легкий шовковий атлас дюшес часто використовується для пошиття весільних суконь.
Атлас антик виготовляють, використовуючи для основи спеціальну фасонну нитку, яка чергується з тонкими і товстими ділянками. Це надає тканині текстурний вигляд.
Взуттєвий атлас — щільна атласна тканина, з якої шиють взуття, наприклад, балетні туфлі для балерин.

## Властивості
Атлас — тканина, яка має прекрасні естетичні властивості, підвищену стійкість до стирання, високу міцність і легко драпірується.
На жаль, цей матеріал дуже легко обсипається і тому досить примхливий в роботі. Синтетичний атлас (з поліестеру і ацетату) можна кроїти термообрізкою - тоді край запікається та не обсипається. 
Атлас забезпечує чудову посадку по фігурі.
Атлас належить до розряду сатинових тканин. У цій групі він виділяється характерним блиском, інші тканини більш тьмяні і товсті.

## Застосування
Атлас — тканина, яка знайшла своє застосування як у виготовленні одягу, так і в інших сферах. З атласу шиють нічні сорочки, халати, спідниці, блузи, сарафани та сукні. Досить часто його також використовують як підкладковий матеріал. Також з нього виготовляють чудову постільну білизну. Широко використовують цю тканину і в інтер'єрі як оббивку, для виготовлення штор. Приклад зовнішнього застосування: прапори з синтетичного атласу (з поліестеру і ацетату) – стійкі до негоди.

## Догляд
Атлас — тканина, за якою необхідно правильно доглядати. Прати вироби з цього матеріалу рекомендується при температурі 30 градусів вручну з використанням м'якого прального порошку. Його не можна терти і віджимати. Після прання його необхідно виполоскати в холодній воді з додаванням невеликої кількості оцту для того, щоб колір не втрачав яскравості.
При прасуванні матеріалу необхідно, щоб він залишався трохи вологим. Температура праски повинна бути 150 градусів. Виріб прасувати з виворітного боку в режимі «шовк».